# Ordre de Gengis Khan

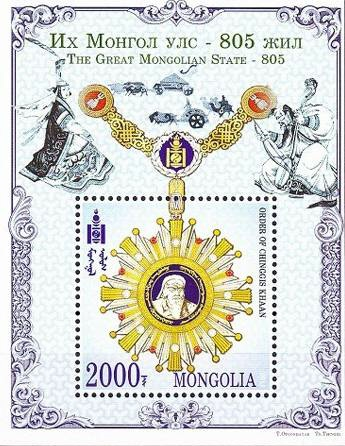
médaille sur un timbre mongol

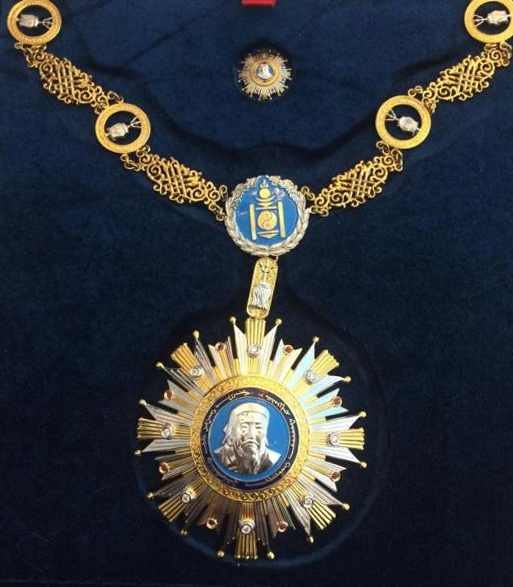
L'Ordre de Gengis Khan

L'Ordre de Gengis Khan (Mongol cyrillique : Чингис хааны одон, Chingis khaany odon) est la plus haute distinction de Mongolie, crée le 17 mai 2002, et attribuée dans le but de distinguer les réalisations exceptionnelles de citoyens au niveau national. Il peut s'agir officiellement, de la reconnaissance de l'indépendance nationale, du renforcement de l'unité nationale, de la construction et du développement de la société démocratique. de l'étude de la culture ou des arts nationaux mongols, ainsi que la gouvernance des personnalités politiques ou les recherches des scientifiques.